# Уильямс, Фрэнк (футболист)
Фрэнк Х. Уи́льямс (англ. Frank H. Williams; 1908 — дата смерти неизвестна) — английский футболист, хавбек.

## Футбольная карьера
Родился в Керзли, Болтон. В апреле 1927 года подписал любительский контракт с «Манчестер Юнайтед», однако позднее в том же году перешёл в клуб «Стейлибридж Селтик», выступавший в Лиге графства Чешир. В мае 1928 года вернулся в «Манчестер Юнайтед», подписав профессиональный контракт с клубом. Дебютировал в основном составе 13 сентября 1930 года в матче Первого дивизиона против «Ньюкасл Юнайтед» на стадионе «Олд Траффорд». Та игра завершилась поражением «Манчестер Юнайтед» со счётом 4:7. Всего в сезоне 1930/31 Уильямс провёл за первую команду три матча. По окончании сезона покинул клуб.
В дальнейшем выступал за «Олтрингем» в Лиге графства Чешир.
После войны был главным тренером «Олтрингема» в сезоне 1948/49.